# Gökvelioğlu Kalesi
Gökvelioğlu Kalesi (vermutlich armenisch Vaner, lateinisch Vanerium) ist eine Burgruine aus byzantinischer Zeit in Kilikien, im Landkreis Yüreğir der türkischen Provinz Adana.

## Lage
Die Burg liegt auf einem Sporn am südlichen Ende des Bergzuges Celebinur (auch Nurdağı) in der Çukurova-Ebene. Dieser zieht sich von Yılankale bei Ceyhan am östlichen Ufer des Flusses Ceyhan nach Süden in die Ebene von Yüreğir (Yüreğir Ovası). Von der Burg besteht freie Sicht über diese Ebene nach Westen über Adana hinaus und nach Süden über den weiteren Verlauf des Ceyhan bis zum Mündungsdelta. Am westlichen Fuß des Bergsporns liegt die Ortschaft Güveloğlu. Gökvelioğlu Kalesi liegt an der Straße von Yumurtalık nach Yakapınar, was der historischen Verbindung von Aigeai (Ayas) nach Mopsuestia (Misis) entspricht. Damit kontrollierte die Festung sowohl diese Straße als auch den Flussverlauf und große Teile der Küstenebene.

## Entstehung
Erkennbar an der Bauweise ist die Burg in zwei Perioden entstanden. Die zweite, fast ausschließlich aus Bossenquadern, lässt sich in das frühe 13. Jahrhundert einordnen. Bei der ersten Periode ist die Datierung problematisch, da die Bauweise mit kleinen Hausteinen bei armenischen Bauten noch bis ins 12. Jahrhundert gebräuchlich war. Der alte Name der Burg ist nicht bekannt, Hansgerd Hellenkemper vermutet, dass es sich um das kleinarmenische Vaner handelt. Vaner wird in einer Lehensliste der Zeit Leons II. erwähnt sowie in einer Urkunde, mit der Leon den Johannitern den Ort Vanerium mit Umgebung und einem Hafen übereignete. 1337 wird die Burg zusammen mit anderen, darunter Lajazzo, dem Mamlukensultan Malik-an-Nasir ausgeliefert. Der mamlukische Name ist nicht bekannt, ebenso wenig die weitere Geschichte des Bauwerkes.

## Beschreibung
Die Burganlage besteht aus einer Ober- und einer Unterburg, zwischen denen ein Höhenunterschied von etwa 80 Metern besteht und die nur durch einen steilen Felssteig verbunden sind. Die Oberburg im Norden hat eine in Teilen erhaltene Toranlage an der nordwestlichen Ecke. Die umfangreiche Anlage, die über eine Rampe erreichbar ist, besteht aus einer Plattform, einer kleinen Vorhalle und einer Halle mit Kreuzgewölbe. Die den Innenraum umfassenden Mauern folgen allseitig den steil abfallenden Felswänden. An der Südecke befindet sich eine Rundbastion, von der der Pfad zur Unterburg ausgeht. Im Inneren befinden sich zwei Zisternenanlagen und verschiedene nicht deutbare Gebäude. 
Die dreieckige Unterburg liegt südlich davon und hat ein einfaches Tor im Nordosten als Zugang. Die Begrenzung an der Nordseite bildet der aufragende Felsen zur Oberburg hin, die Mauern an Ost und Westseite laufen nach Süden an einem kleinen Sporn mit einem Vorposten zusammen. Im Innern liegt im Norden eine weitere Zisterne, die weitere Bebauung ist unklar.

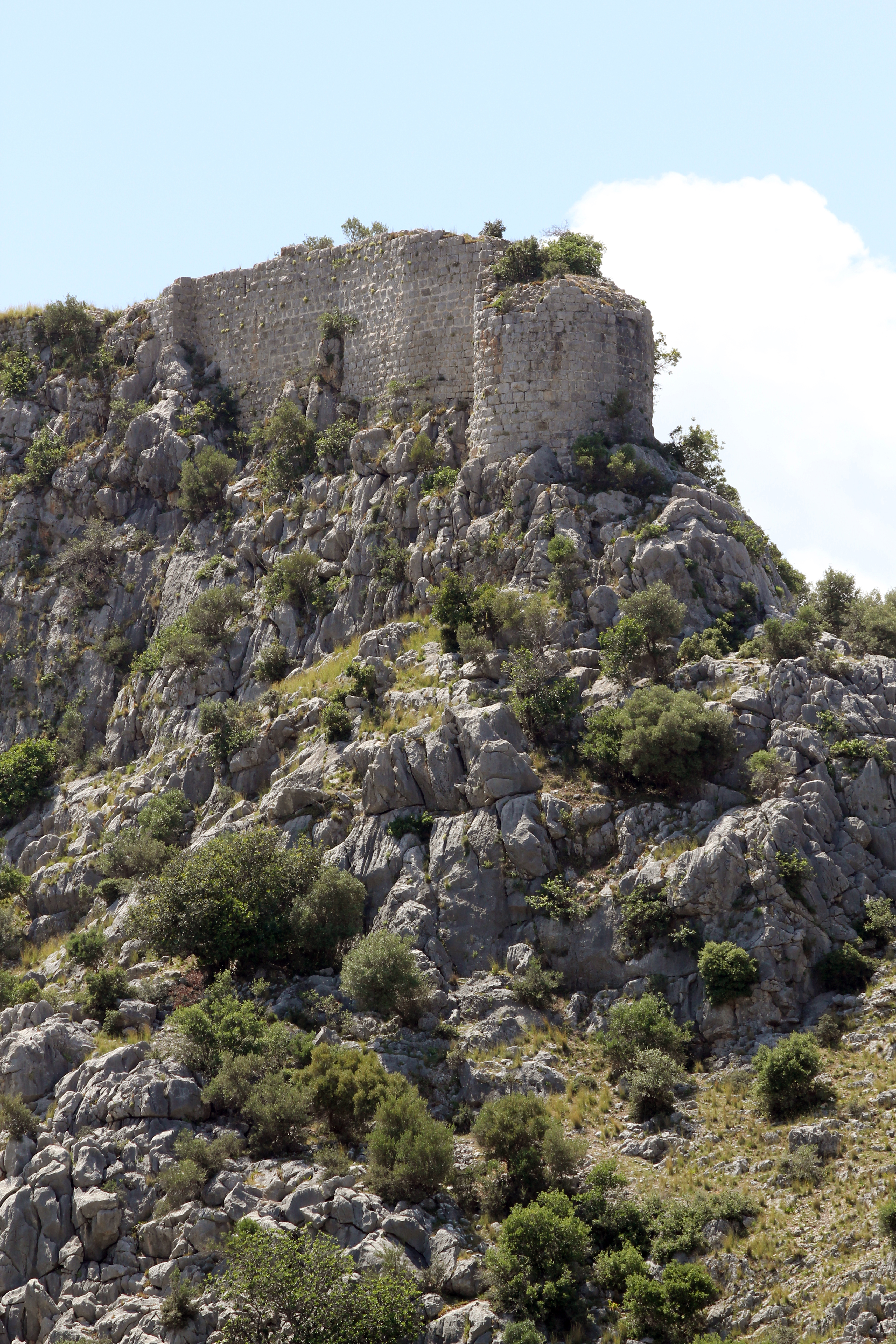
Toranlage der Oberburg
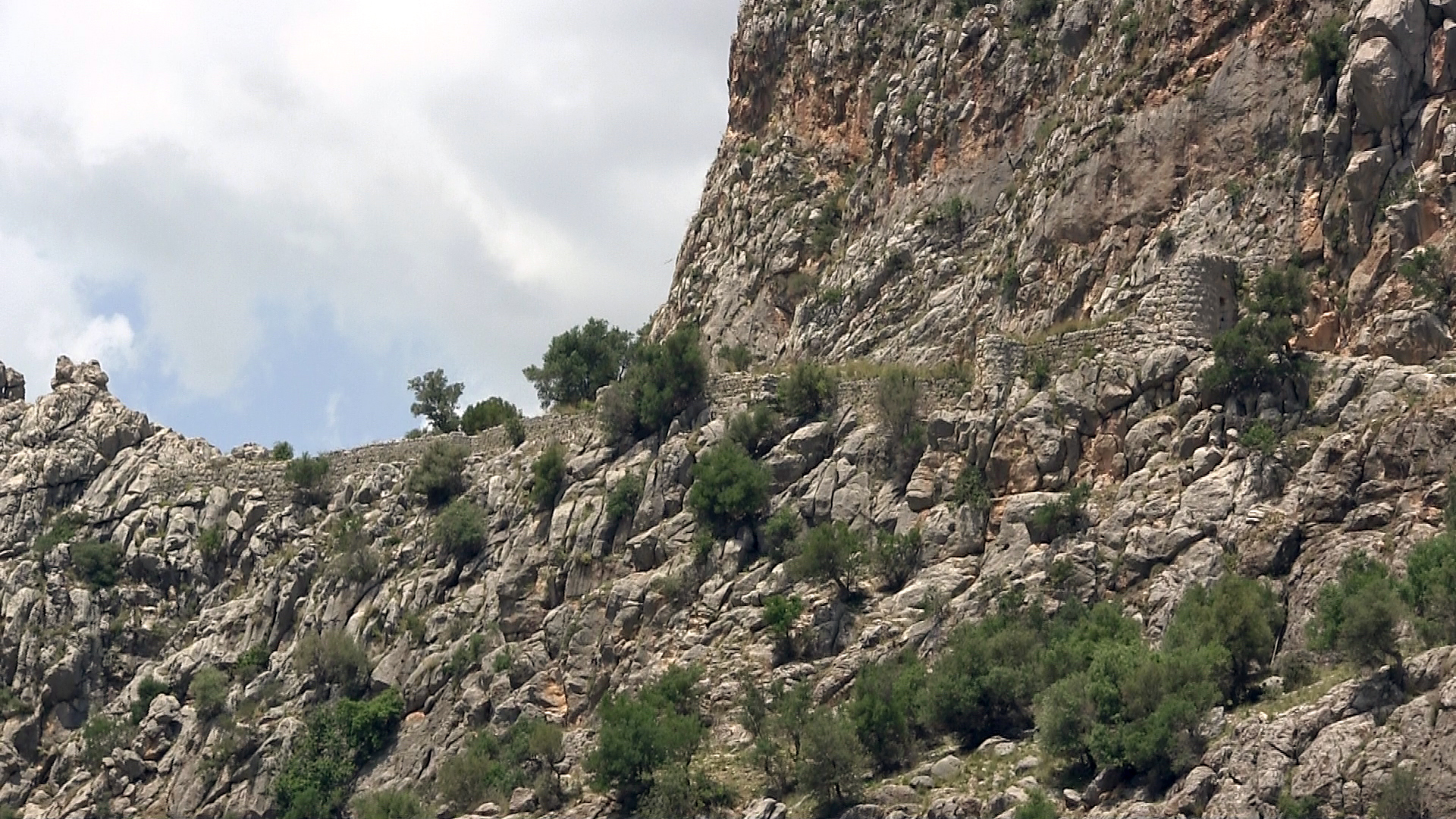
Unterburg
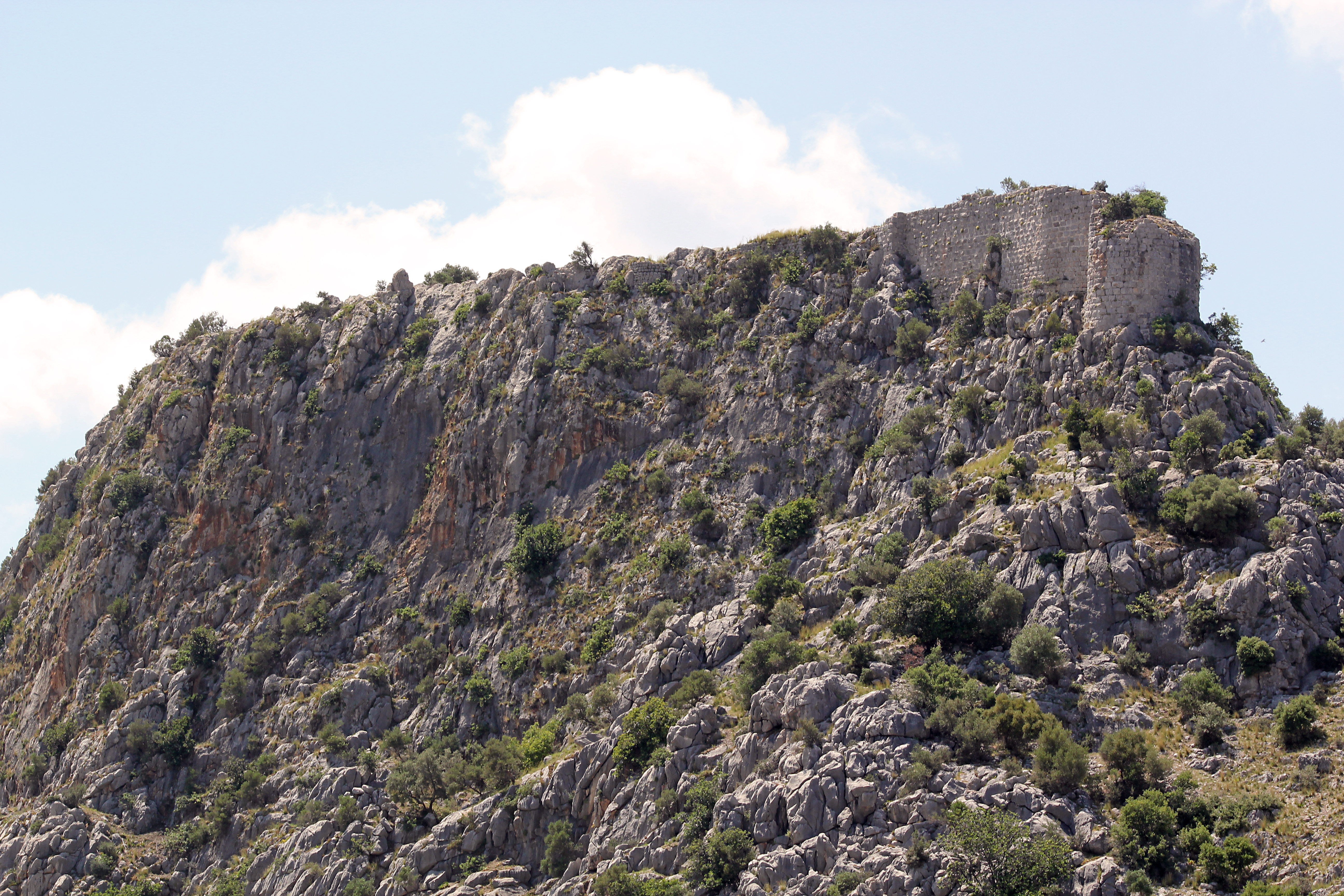
Burgberg mit Oberburg